# Isa Merkuur
Isa Merkuur (mei 2000) is een Nederlands langebaanschaatsster.
In 2019 reed Merkuur op het NK Allround.

## Records

### Persoonlijke records[3]
| Afstand    | Tijd    | Datum            | Baan       |
| ---------- | ------- | ---------------- | ---------- |
| 500 meter  | 42,19   | 26 januari 2019  | Heerenveen |
| 1000 meter | 1.24,42 | 3 februari 2019  | Groningen  |
| 1500 meter | 2.07,11 | 27 januari 2019  | Heerenveen |
| 3000 meter | 4.30,23 | 18 november 2018 | Heerenveen |
| 5000 meter | 7.58,07 | 16 december 2018 | Enschede   |